# George Jessel
George Albert Jessel (New York, 3 aprile 1898 – Los Angeles, 23 maggio 1981) è stato un attore, cantante e produttore cinematografico statunitense.

## Biografia
Nato a New York da genitori di religione ebraica, Joseph Jessel e Charlotte "Lottie” Schwarz, all'età di 10 anni George Jessel fece la sua prima apparizione nel vaudeville a Broadway per sostenere la sua famiglia dopo la morte di suo padre, che era un drammaturgo. A 11 anni fu partner di Eddie Cantor in uno sketch per bambini e si esibì con lui sul palcoscenico fino all'età di 16 anni. In seguito collaborò con Lou Edwards e proseguì la carriera individualmente. Divenuto una star del vaudeville, Jessel si esibì in spettacoli comici durante tutti gli anni venti. Il suo sketch comico più celebre aveva come titolo Hello Mama o Phone Call from Mama, ed era incentrato su una conversazione telefonica unilaterale. Spesso appariva nei suoi spettacoli con il volto tinto di nero.
Nel 1919 fece il suo debutto nel cinema con il film muto The Other Man's Wife. Nel 1925 si rivelò come uno degli artisti più popolari di Broadway con il ruolo da protagonista nella produzione teatrale di The Jazz Singer. Il successo dello spettacolo spinse la Warner Bros., che aveva appena realizzato Don Giovanni e Lucrezia Borgia (1926) con musica ed effetti sonori, ad adattare The Jazz Singer per farne il primo film parlato con dialoghi, e scelse Jessel per il ruolo principale. Tuttavia Jessel e gli studios non raggiunsero un accordo in termini economici e il film fu infine interpretato da Al Jolson. Il ruolo cinematografico successivo di Jessel fu in Private Izzy Murphy (1926). Mentre la carriera sul grande schermo di Jolson salì alle stelle dopo l'uscita de Il cantante di jazz nel 1927, Jessel continuò a interpretare ruoli cinematografici minori, spesso destinati a un pubblico appassionato di umorismo ebraico.
A metà degli anni quaranta, Jessel iniziò a produrre musical per la 20th Century Fox, realizzando numerosi film, tra cui Donne e diamanti (1945), La fiera delle illusioni (1947), Un'avventura meravigliosa (1951) e The I Don't Care Girl (1953). Allo stesso tempo consolidò la propria fama come intrattenitore e maestro di cerimonie di eventi mondani e politici, grazie al suo umorismo, e viaggiò in più occasioni all'estero con le truppe di intrattenimento in tempo di guerra. All'inizio degli anni cinquanta si esibì anche alla radio nel The George Jessel Show, che divenne poi una serie televisiva con lo stesso nome dal 1953 al 1954.
Negli anni sessanta continuò ad apparire in spettacoli dal vivo, malgrado il suo stile comico fosse ormai considerato sorpassato. Le sue posizioni politiche conservatrici e le sue esplicite opinioni durante le interviste incrinarono la sua popolarità. Tra i suoi ruoli cinematografici del periodo si ricordano il cameo nei panni di se stesso ne La valle delle bambole (1967), e l'apparizione nella commedia Un vestito per un cadavere (1967) con Sid Caesar. A fine carriera apparve come uno dei "testimoni" intervistati nel film Reds (1981) di Warren Beatty.

## Vita privata
La vita privata di Jessel fu sotto i riflettori fin dagli anni trenta. Il suo primo matrimonio con Florence Courtney durò dal 1930 al 1932, quando la coppia divorziò. Nel 1934 Jessel sposò la star del muto Norma Talmadge, con la quale aveva iniziato una relazione mentre lei era ancora sposata con il produttore Joseph Schenck. Il matrimonio terminò con il divorzio nel 1939. L'anno successivo Jessel provocò uno scandalo sposando una showgirl di 16 anni, Lois Andrews, dalla quale ebbe una figlia, Jerrilyn, prima di divorziare nel 1942. Nella sua autobiografia del 1975, The World I Lived In, Jessel affermò di aver avuto relazioni con le attrici Pola Negri, Helen Morgan e Lupe Vélez. Nel 1961, l'attrice Joan Tyler intentò una causa di paternità contro Jessel sostenendo che era il padre di sua figlia Christine. Jessel in seguito ammise la paternità e risolse la causa in via extragiudiziale.
Jessel morì di infarto a Los Angeles all'età di 83 anni. È sepolto all'Hillside Memorial Park Cemetery a Culver City, California.

## Filmografia parziale

### Attore

#### Cinema
- The Other Man's Wife, regia di Carl Harbaugh (1919)
- Private Izzy Murphy, regia di Lloyd Bacon (1926)
- Sailor Izzy Murphy, regia di Henry Lehrman (1927)
- Ginsberg the Great, regia di Byron Haskin (1927)
- George Washington Cohen, regia di George Archainbaud (1928)
- Lucky Boy, regia di Norman Taurog (1929)
- Giorni felici (Happy Days), regia di Benjamin Stoloff (1929)
- Love, Live and Laugh, regia di William K. Howard (1929)
- La taverna delle stelle (Stage Door Canteen), regia di Frank Borzage (1943)
- Four Jills in a Jeep, regia di William A. Seiter (1944)
- The I Don't Care Girl, regia di Lloyd Bacon (1953)
- Giacomo il bello (Beau James), regia di Melville Shavelson (1957)
- Un vestito per un cadavere (The Busy Body), regia di William Castle (1967)
- La valle delle bambole (Valley of the Dolls), regia di Mark Robson (1967)
- Won Ton Ton, il cane che salvò Hollywood (Won Ton Ton, the Dog Who Saved Hollywood), regia di Michael Winner (1976)
- Reds, regia di Warren Beatty (1981)

#### Televisione
- Indirizzo permanente (77 Sunset Strip) – serie TV, episodio 6x02 (1963)
- Jackie Gleason: American Scene Magazine – serie TV, 15 episodi (1965-1966)
- Vega$ – serie TV, episodio 1x02 (1978)

### Produttore
- Donne e diamanti (The Dolly Sisters), regia di Irving Cummings (1945)
- Ogni donna ha il suo fascino (Do You Love Me), regia di Gregory Ratoff (1946)
- E ora chi bacerà ( I Wonder Who's Kissing Her Now), regia di Lloyd Bacon (1947)
- La fiera delle illusioni (Nightmare Alley), regia di Edmund Goulding (1947)
- When My Baby Smiles at Me, regia di Walter Lang (1948)
- Dora, bambola bionda (Oh, You Beautiful Doll), regia di John M. Stahl (1949)
- Ho incontrato l'amore (Dancing in the Dark), regia di Irving Reis (1949)
- Aspettami stasera (Meet Me After the Show), regia di Richard Sale (1951)
- La regina dei pirati (Anne of the Indies), regia di Jacques Tourneur (1951)
- Un'avventura meravigliosa (Golden Girl), regia di Lloyd Bacon (1951)
- Wait Till the Sun Shines, Nellie, regia di Henry King (1952)
- Paradiso notturno (Bloodhounds of Broadway), regia di Harmon Jones (1952)
- The I Don't Care Girl, regia di Lloyd Bacon (1953)
- Parata di splendore (Tonight We Sing), regia di Mitchell Leisen (1953)